# 虎尾串
虎尾串（ホミゴッ）は、大韓民国慶尚北道浦項市南区虎尾串面にある岬。別名冬外串（トンウェゴッ、동외곶）または長鬐串（チャンギゴッ、장기곶）。「長鬐串」は形が馬の鬣に似ている事から付いた名で、日本統治時代（日帝強占期）の1918年に日本式の長鬐岬としたが、1995年に長鬐串に変更、2001年12月に虎尾串と改めた。
韓国本土最東端である。韓国で最も早く日が昇る日の出の名所として知られ、初日の出に際し「虎尾串韓民族日の出祭り（호미곶 한민족 해맞이축전）」が行われる。
岬の周辺には、手や干支をモチーフにしたオブジェが展示されている。